# Nematobrycon lacortei
Nematobrycon lacortei Weitzman & Fink, 1971 è un pesce di acqua dolce appartenente alla famiglia Characidae.

## Distribuzione e habitat
Proviene dal bacino del fiume San Juan, dove è stato trovato in ruscelli poco profondi.

## Descrizione
Questo pesce è meno conosciuto dell'altra specie del genere Nematobrycon, N. palmeri, dal quale si distingue per il colore degli occhi: il maschio di N. lacortei li ha rossi. Presenta un corpo molto compresso lateralmente e una colorazione grigiastra con una linea nera sui fianchi che continua sulla pinna caudale. Le pinne sono trasparenti, più allungate nel maschio, e la pinna anale è bordata di nero. Raggiunge una lunghezza massima di 3,6 cm.

## Biologia

### Riproduzione
È oviparo e la fecondazione è esterna. Si riproduce anche in acquario, dove però ha la tendenza a mangiare i propri avannotti e uova, quindi è consigliabile allontanarli dopo la deposizione.

### Malattie
Può presentare sia infezioni batteriche che ittioftiriasi e vermi parassiti interni.

## Acquariofilia
Può essere allevato in acquario perché rimane di piccole dimensioni e si riproduce con facilità. Va tenuto in banchi.

## Conservazione
È classificato come "dati insufficienti" (DD) dalla lista rossa IUCN perché molto poco è noto sulle popolazioni di questa specie in natura.